# Armañanzas
Armañanzas è un comune spagnolo di 83 abitanti situato nella comunità autonoma della Navarra.